# قول‌لار، بالاکن
قول‌لار (به ترکی آذربایجانی: Qullar، به آواری: Колоб) یک منطقه مسکونی در جمهوری آذربایجان است که در شهرستان بالاکن و در دهستان آجیلیق‌بینه واقع شده است. قول‌لار ۵۷۹۴ نفر جمعیت دارد.